# Homolj
Homolj är en ort i Bosnien och Hercegovina.   Den ligger i entiteten Federationen Bosnien och Hercegovina, i den centrala delen av landet, 16 km väster om huvudstaden Sarajevo. Homolj ligger 601 meter över havet och antalet invånare är 142.
Terrängen runt Homolj är lite kuperad.Runt Homolj är det ganska tätbefolkat, med 93 invånare per kvadratkilometer.. Närmaste större samhälle är Sarajevo, 16,1 km öster om Homolj. 
Omgivningarna runt Homolj är en mosaik av jordbruksmark och naturlig växtlighet.